# マイソルヤハズカズラ

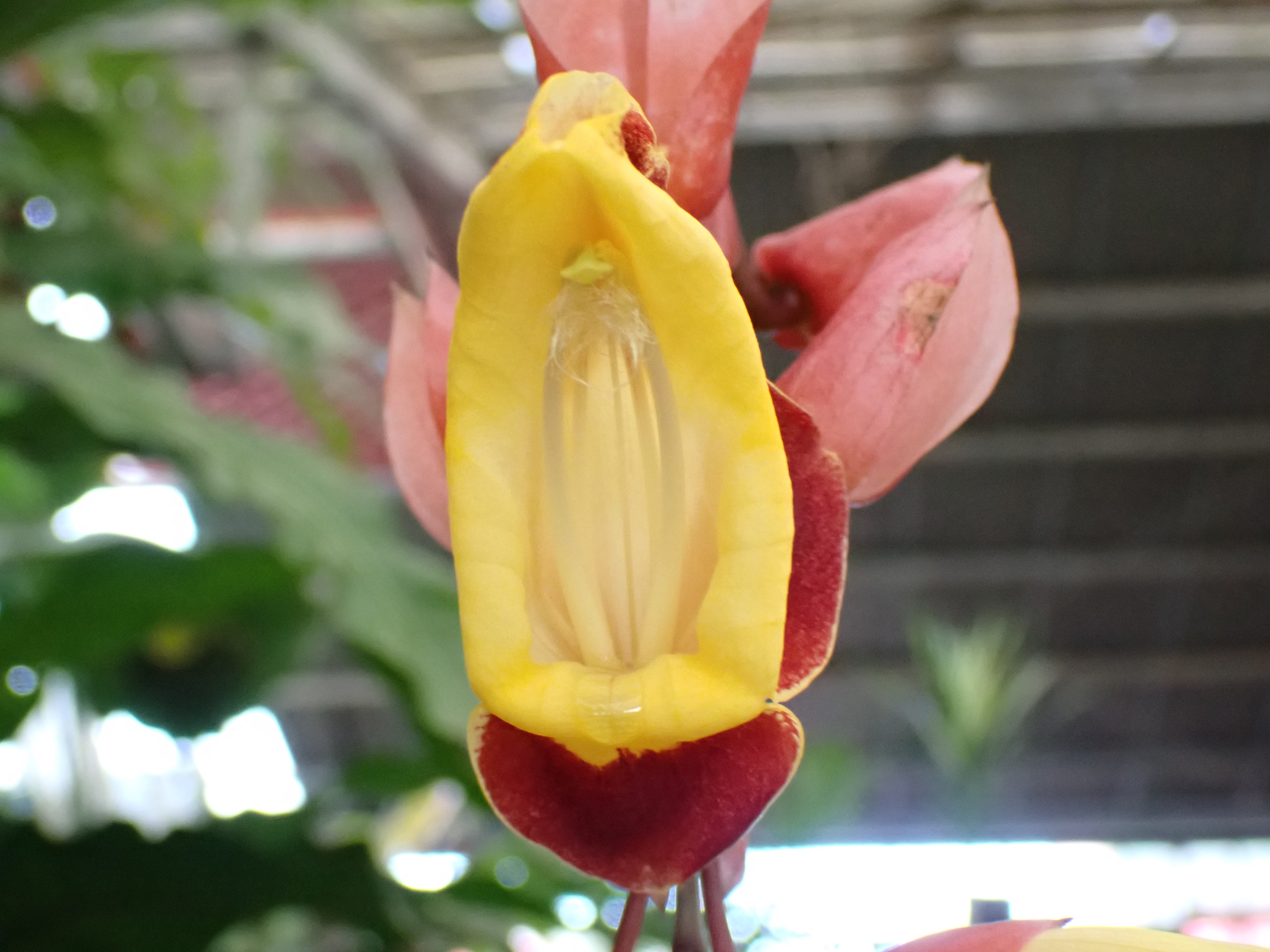
マイソルヤハズカズラの花（拡大）

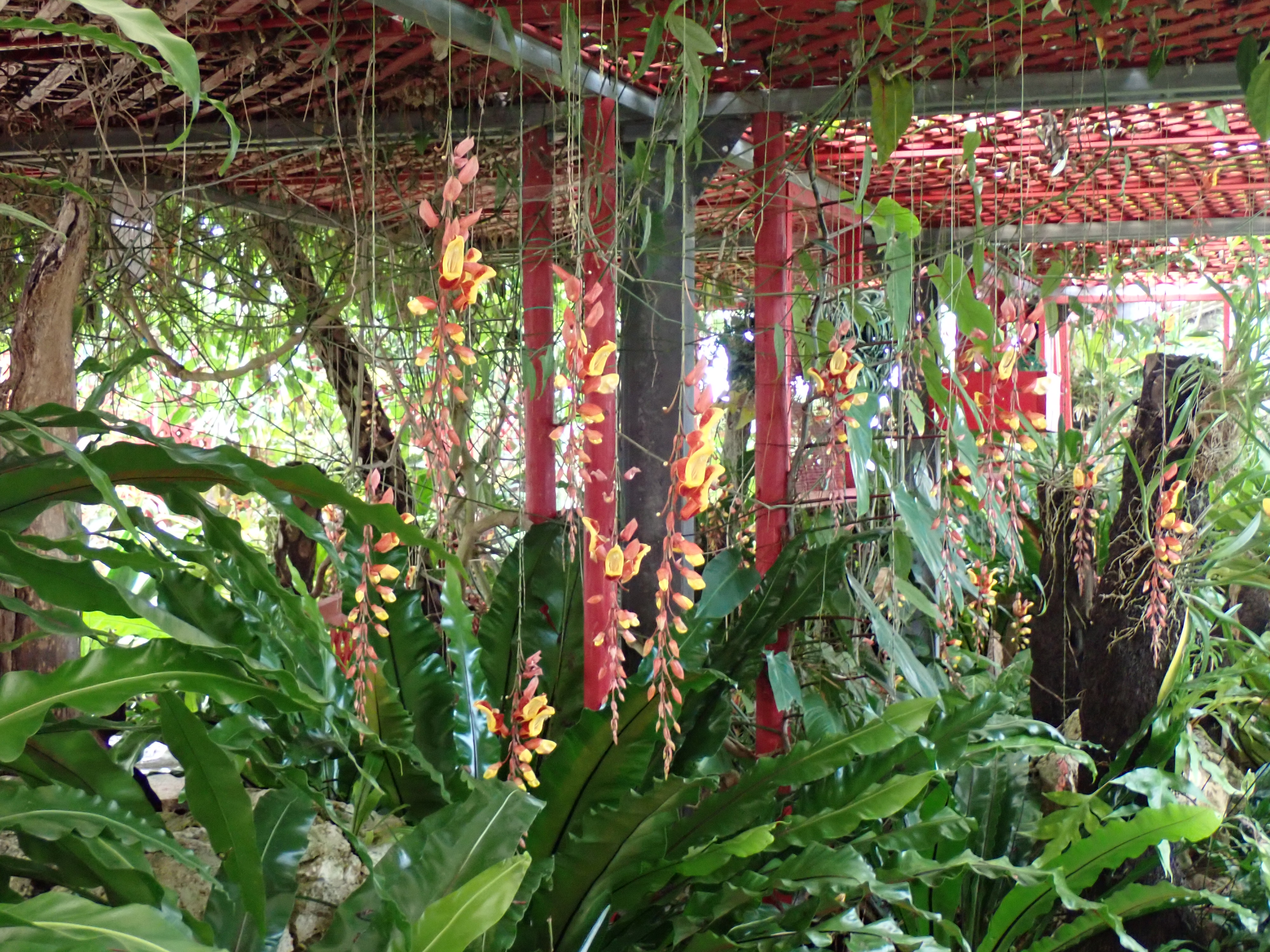
棚から垂れ下がるマイソルヤハズカズラの花序（沖縄県うるま市 幸和ガーデン 植栽）

マイソルヤハズカズラ（学名：Thunbergia mysorensis）はキツネノマゴ科ヤハズカズラ属のつる性草本～木本。

## 特徴
高さ2–4 m。茎が細長く分枝し、基部は木質化する。葉は長さ10–20 cmの長卵形で３脈が目立ち、葉縁に鈍い鋸歯状突起が不規則にみられる。花は縦長で長さ5 cmほど、中が黄色く外側が暗赤色で、穂状の長い花序にぶら下がる。穂の長さは0.5–1 m。同属のベンガルヤハズカズラと草姿がやや似るが、花形や葉形の違いで区別可能。

## 分布と生育環境、利用
インド南部原産。長く垂れ下がる穂状の花序を多数出すため、公園や庭園において棚作りやパーゴラなどに向く。露地栽培では日光を好み、土壌は特に選ばない。病害虫には比較的強いが、ハダニが時々発生することがある。挿し木で繁殖可能。